# Чајанка
Чајанка је друштвено окупљање које се одржава у поподневним сатима. Вековима су многа друштва неговала испијање чаја са друштвом у подне. Чајанке се сматрају за формалне пословне састанке, друштвене прославе или само као поподневно освежење.
Разноврсна храна, укључујући мале сендвиче, колаче, скоунсе, пецива и кексе, сервиране уз чај и постављене у низу. Храна која се служила на чајанкама била је у складу са годишњим добом. Људи су обично конзумирали чврсту храну зими и воће и бобице током летње и пролећне сезоне.
Свечане чајанке генерално карактерише коришћење луксузноог прибора, као што су порцелан, коштани порцулан или сребро. Столови могу бити постављени салветама и одговарајућим шољама и тањирима.
Раније су се редовно одржавале поподневне чајанке. Док, тренутно чајанке постају попут друштвених окупљања у ресторанима са високим чајем где се чај и храна представљају на традиционалан начин.

## Историја

### Формалне чајанке
Краљица Викторија је наводно наручила 16 чоколадних сунђера, 12 обичних сунђера, 16 фондан кекса и друге слаткише а за чајанку у Бакингемској палати.
Поподневна чајанка постала је обележје великих кућа у викторијанском и едвардијанском добу у Уједињеном Краљевству и позлаћеном добу у Сједињеним Америчким Државама, као иу целој континенталној Европи (Француској, Немачкој и Руском царству). Свечана чајанка и даље опстаје као догађај.
Традиционално, слуге су остајале ван просторије, док нису били потребни. То је било због ригидности друштвених конвенција и такође је одражавало интимну природу поподневног чаја. Доказивање истинитости досјетке аутора из 18. века Хенрија Филдинга да су "љубав и скандал најбољи заслађивачи чаја", обичај забране послуге из салона током чаја показује жељу домаћице да подстакне слободан разговор међу својим гостима. Већина формалности тог доба је нестала, посебно од Другог светског рата, када су економске промене учиниле да мало која кућа има послугу, али поподневни чај и даље може да пружи добру прилику за присан разговор и освежавајући лагани оброк.
Омиљени колачи од чаја краљице Елизабете II били су бисквит од меда и креме и чоколадни бисквит. Чајни сендвичи могу укључивати димљени лосос, мајонез од јаја или шунку и сенф између осталих понуда. Сендвичи од туњевине у облику троугла без коре могу се послужити на векнама намазаним путером са танко нарезаним краставцима.

## Форма
Манири су били од највеће важности за правилно понашање мушкараца и жена на раним чајанкама.
Постоји неколико правила бонтона забележена током 19. и 20. века. Различита правила етикета су укључивала:
1. Научите да будете стрпљиви[6]
2. Обуздајте своју нарав[6]
3. Уздржите се од говора у љутњи[6]
4. Тишина је вреднија од говора[6]

## Дечије забаве
Чајанке понекад организују мала деца где се гости састоје од плишаних животиња, лутака, пријатеља (стварних и измишљених ) и чланова породице.

## У књижевности
У Алиси у земљи чуда Луиса Керола, у поглављу „Луда чајанка“, Алиса је гошћа на чајанки заједно са другим ликовима.